# Campesyllis minor
Campesyllis minor är en ringmaskart som beskrevs av Chamberlin 1919. Campesyllis minor ingår i släktet Campesyllis och familjen Syllidae. Inga underarter finns listade i Catalogue of Life.